# Rushen
Rushen (Rosien in mannese) è uno dei sei Sheading dell'Isola di Man ed è formato dalle parrocchie di Rushen, Arbory e Malew, oltre ai distretti di Port Erin e Port Saint Mary e alla parrocchia urbana di Castletown.